# Setaria hunzikeri
Setaria hunzikeri är en gräsart som beskrevs av Ana Maria Anton. Setaria hunzikeri ingår i släktet kolvhirser, och familjen gräs. Inga underarter finns listade i Catalogue of Life.